# Památník Bautzner Straße (Drážďany)
Památník Bautzner Straße v Drážďanech (německy Gedenkstätte Bautzner Straße Dresden) je památníkem obětí Stasi v saském zemském hlavním městě Drážďanech. Jedná se o jedinou vazební věznici Stasi ve Svobodném státě Sasko, jež se v nezměněné podobě dochovala a je přístupná návštěvníkům. Expozice je pojata jak z perspektivy tehdejších politických vězňů, tak z pohledu zaměstnanců tajné služby. Zřizovatelem památníku je sdružení Erkenntnis durch Erinnerung e.V.

## Lokace
Památník se nachází v bývalém areálu Krajské správy Ministerstva státní bezpečnosti (Ministerium für Staatssicherheit, zkráceně Stasi). Západní část areálu ležela v drážďanském Neustadtu, východní a mnohem větší část v městské části Loschwitz. Vazební vězení, víceúčelový sál s kancelářemi a sovětské sklepní vězení, které lze v Památníku navštívit, se nacházejí v komplexu budov na Bautzner Straße 112a. Tato lokace v blízkosti Waldschlösschenviertel je nyní součástí Radeberského předměstí, a tedy okrsku Neustadt. Místo je na severu ohraničeno ulicí Bautzner Straße (B6) a na jihu svahy Labe, které protéká 200 metrů jižně od Památníku. Waldschlößchenbrücke se nachází 400 metrů po proudu.

## Expozice
V Památníku jsou k vidění prostory bývalého vazebního vězení, které se od roku 1989 kompletně zachovaly. Patří mezi ně skladovací místnosti, zadržovací cely, sprchy, zapisovací cela, záznamová a fotografická místnost, vyšetřovací místnost stejně jako cely k stání. V bývalém sklepě užívaném sovětskými tajnými službami, zvaném „Fuchsbau“, se nachází stálá expozice „Z drážďanského sklepního vězení do speciálního tábora“. Kromě zrekonstruovaných sklepních cel jsou zde prezentovány individuální osudy politických vězňů za Sovětské okupační zóny a rané NDR. Od roku 2019 je tu možné zapůjčení audioprůvodce namluveného dobovými svědky.
V květnu 2014 byl Památník rozšířen o prostory bývalé krajské správy MfS, včetně slavnostního sálu Stasi a rovněž kanceláře posledního vedoucího Krajské správy generálmajora Horsta Böhma. V těchto místnostech jsou zvukové instalace s dobovými zvukovými záznamy zaměstnanců MfS.
Ve věznici je několik stálých expozic, které prezentují individuální osudy vězňů a vyšetřovací metody Stasi. Od června jsou výstavy doplněny nahrávkami rozhovorů s dobovými svědky. K dispozici jsou také výstavní moduly věnované pronásledování studentů-disidentů na univerzitách v Sasku, dále uprchlíkům, kteří v říjnu 1989 utíkali přes pražské velvyslanectví NDR do SRN, a konečně obsazení drážďanské správy demonstranty 5. prosince 1989. Expozice „Wendeszeiten“ napomáhá pomocí multimediálně inscenované knihy porozumění posledním měsícům NDR. 

## Historie
Po skončení druhé světové války využívala sovětská tajná služba MGB (Ministerstvo gosudarstvennojj bezopasnosti SSSR; 1946–1953) souběžně s vazebním vězením na náměstí Münchener Platz sklepní místnosti na severu Drážďan, mimo jiné v ulicích Fabricestraße, Magazinstraße, Königsbrücker Straße a Zittauer Straße. Za tímto účelem bylo zřízeno rovněž vězení ve sklepení dvou budov v areálu pozdější Krajské správy MfS.
Takzvaný Heidehof – původně továrna na výrobu papíru a lepenky postavená roku 1882, později obytný dům –, přímo na Bautzner Straße, sloužil pro předběžné zadržení. Po poškození bombami v roce 1945 musel být objekt obnoven, takže se předpokládá, že byl v plném rozsahu využíván až od roku 1949.
Tisíce skutečných i domnělých nacistů a válečných zločinců, stejně jako lidé kritizující nový režim v Sovětské okupační zóně, byli zadrženi ve sklepních prostorách této budovy a odsouzeni Sovětským vojenským tribunálem k trestu smrti nebo k nucené práci v některém ze sovětských gulagů. Ostatní vězni byli bez soudu internováni ve speciálních táborech v Sovětské okupační zóně.
V říjnu 1953 se pobočka Státního sekretariátu státní bezpečnosti/Ministerstva státní bezpečnosti přesunula z Königsbrücker Straße do areálu Heidehof, jenž převzala od sovětských úřadů. Bezprostředně poté nechalo MfS postavit víceúčelový sál s novým zadržovacím střediskem ve tvaru písmene U. Jednalo se o první novou budovu vazebního zařízení na území NDR. U období 1950–1989 lze předpokládat, že ve sklepní vazbě bylo zadržováno přibližně 10 000 občanů NDR. Většinou to byli političtí vězni a lidé, kteří se zasazovali o dodržování lidských práv. Mezi lety 1950 a 1967 se často konaly protesty proti situaci v NDR, které se v terminologii Stasi označovaly jako „štvaní“, „bojkot“ a „propaganda“, přičemž toto opoziční chování bylo běžně klasifikováno jako „odpor/násilí proti policii“, „špionáž/agentská činnost“, častý byl také tzv. „útěk z republiky“. V sedmdesátých a osmdesátých letech převažovaly „trestné činy“ v souvislosti s útěkem a vycestováním. Vězeňské podmínky byly podle dnešních standardů nelidské a psychické utrpení z vězeňského režimu a výslechů značné. U některých vězňů se dostavil pocit naprosté odevzdanosti. Pro vazbu v době NDR nebyly stanoveny žádné ústavní normy, vše podléhalo politickému řízení Sjednocené socialistické strana Německa (SED).
Celý areál Krajské správy zaujímal asi 3,5 ha. Zadržovací středisko bylo jen jeho malou částí. V letech 1953–1989 si drážďanští čekisté nechali postavit různé kancelářské a provozní budovy (jídelna, lékařská služba, archiv, garáže, dílny). Součástí areálu byla rovněž služebna MfS pro Drážďany-Město. Technický komplex vystavěný v sedmdesátých letech s různými dílnami, sklady a myčkou aut se nacházel na Fischhausstraße. Na podzim roku 1989 pracovalo v této oblasti a okolí přibližně 2600 zaměstnanců, v celém drážďanském kraji pak celkem 3591 zaměstnanců.
Dne 5. prosince 1989, čtyři týdny po pádu Berlínské zdi, obsadili demonstranti bez použití násilí celý areál, a zabránili tak již započatému ničení složek Stasi. Kromě nalezených materiálů zajistili také inventář. V daném okamžiku v celách nebyli žádní političtí vězni.
Nezničené či částečně poškozené složky byly poté v původním stavu uloženy ve vězeňských celách. To je ochránilo před dalším ničením a před přístupem neoprávněných osob. Po znovusjednocení Německa v roce 1990 se do areálu nastěhovala drážďanská pobočka Spolkového komisariátu pro záznamy Stasi a začala záznamy analyzovat. V létě roku 1993 se úřad přestěhoval do městské části Pieschen, kde v Riesaer Straße sídlí dodnes. V letech 1991–2007 části areálu, zejména starý Heidehof, využívalo Centrum pro přípravu k povolání ve zdravotnictví a sociálních službách. Bývalá jídelna MfS tehdy byla přestavěna na diskotéku.
Od roku 1994 je věznice památkově chráněnou budovou. Podpůrčí sdružení „Erkenntnis durch Erinnerung“ a Nadace saských památných míst k připomínání obětí politické tyranie v témže roce otevřeli v areálu Památník Bautzner Straße. Sdružení dodnes rozhoduje o osudech instituce, jeho předsedou byl do července 2020 bývalý drážďanský primátor Herbert Wagner, úřadujícím předsedou je od té doby politolog a bývalý politický vězeň Henry Krause.  
V roce 2006 byla zbořena „Přístavba 2“ postavená v osmdesátých letech. Sedmipodlažní panelový dům typu WBS 70 s více než 190 kancelářemi a strážní budovou musel ustoupit plánovanému propojení mezi Waldschlößchenbrücke a Bautzner Straße. Jídelna byla zbořena v roce 2015.
Od března 2007 do února 2008 bylo zadržovací středisko rekonstruováno, přičemž se vzhledem k jeho památkové ochraně kladl důraz na maximální zachování originálních dispozic. Bývalá vězeňská kuchyně byla přeměněna na kavárnu a vznikly zde nové výstavní prostory. V rámci rozšíření Památníku tu bylo v květnu 2014 zřízeno informační a poradenské centrum Spolkového komisariátu pro složky Stasi.

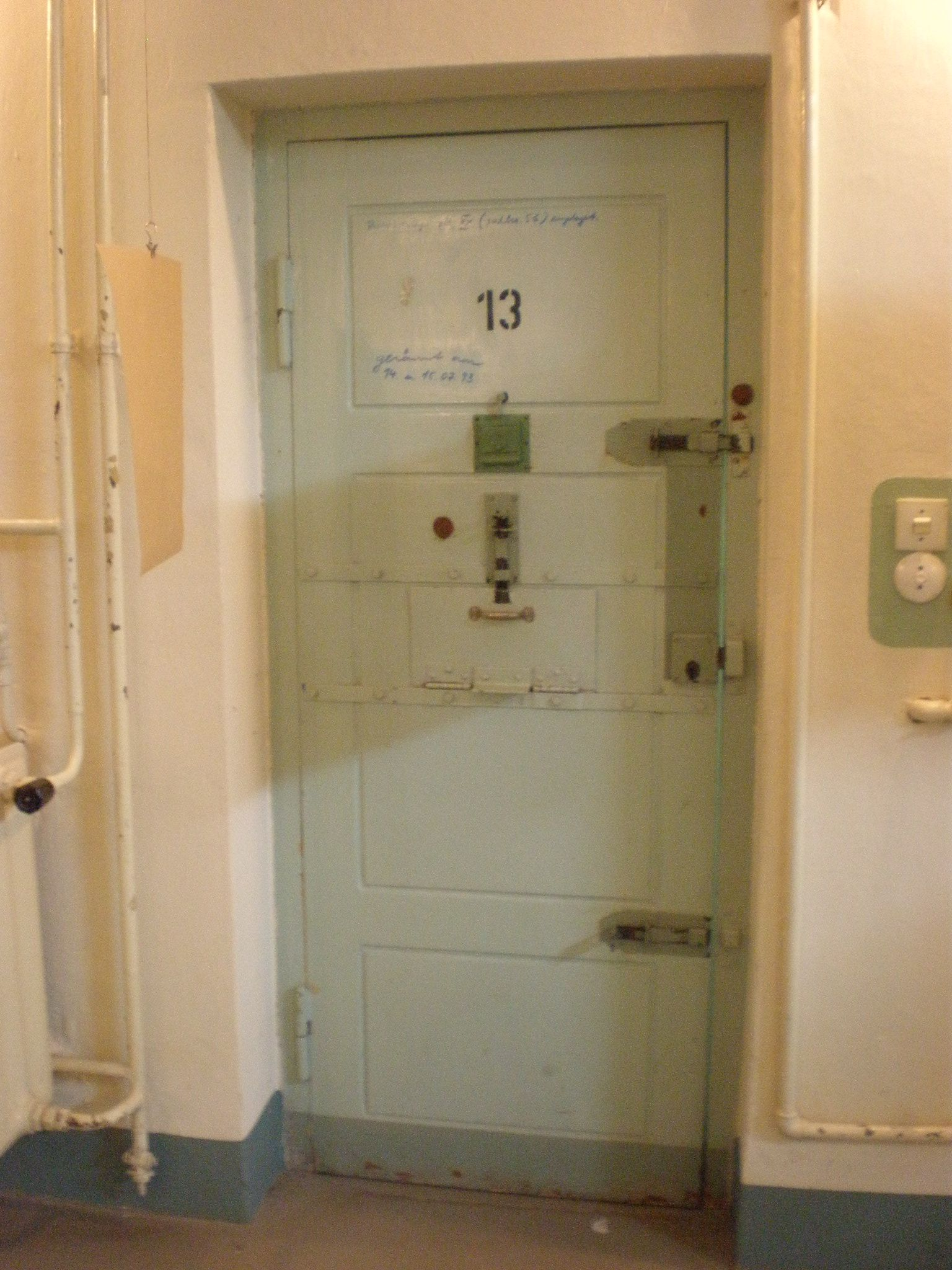
Cela č. 13
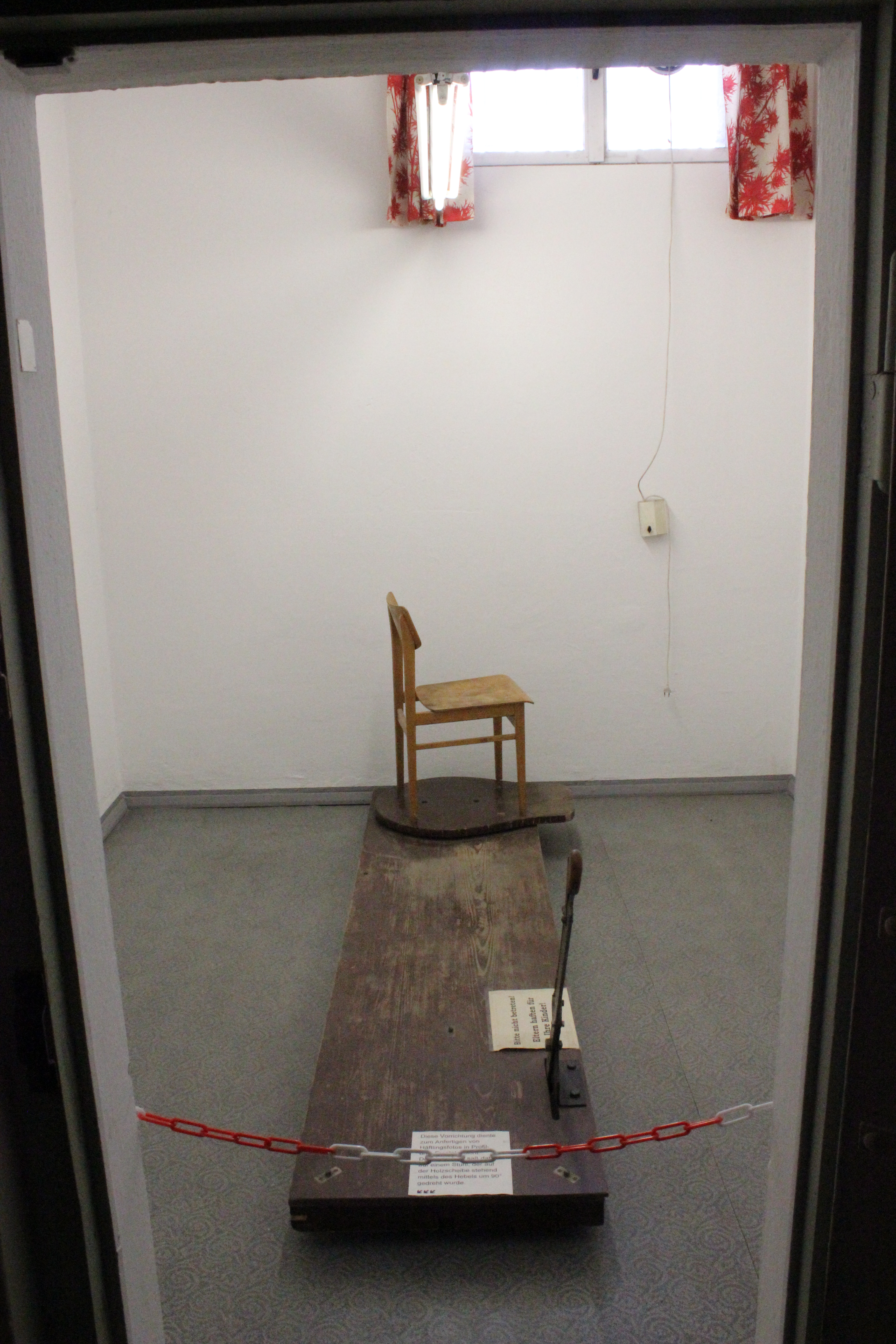
Fotografická místnost
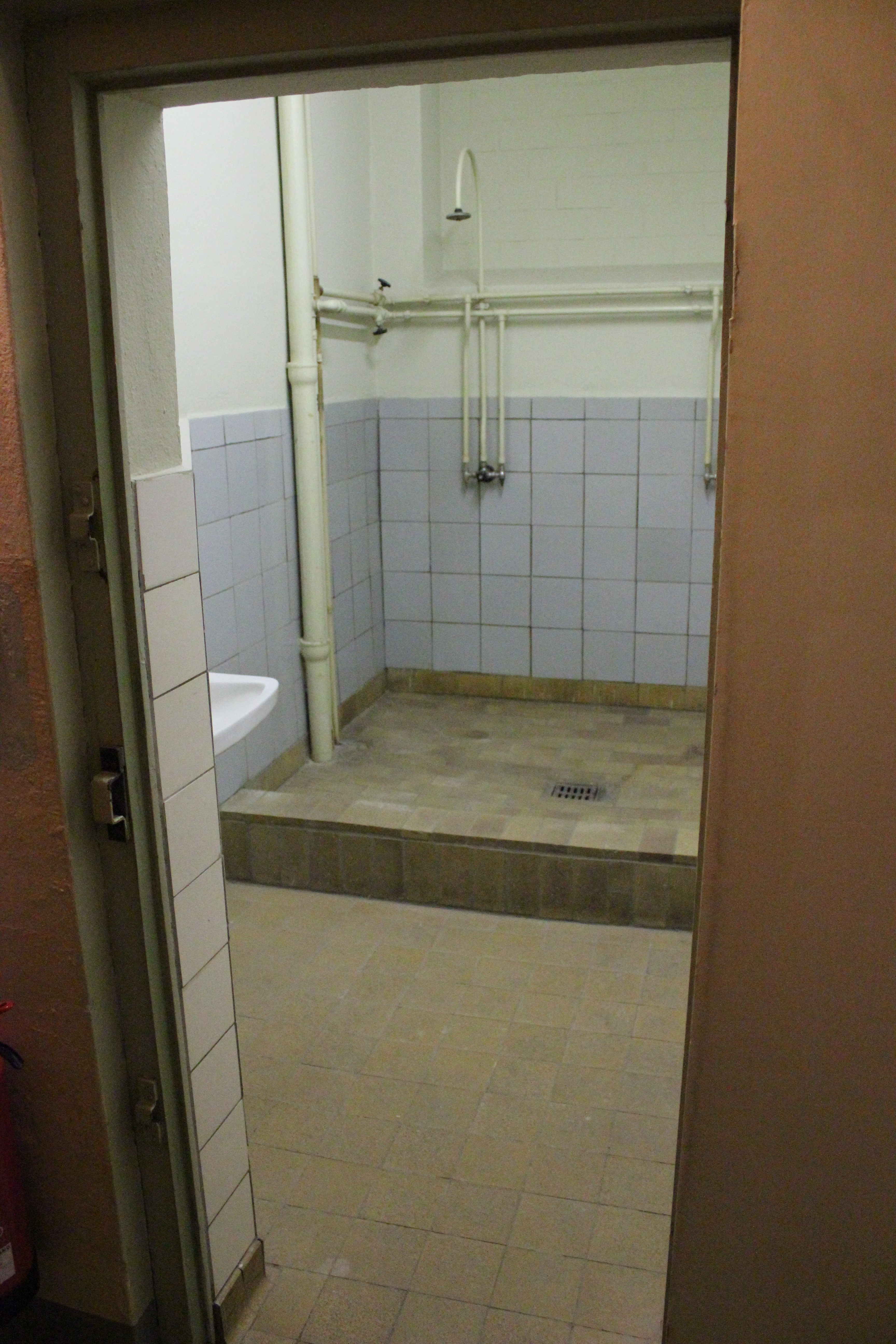
Sprchy
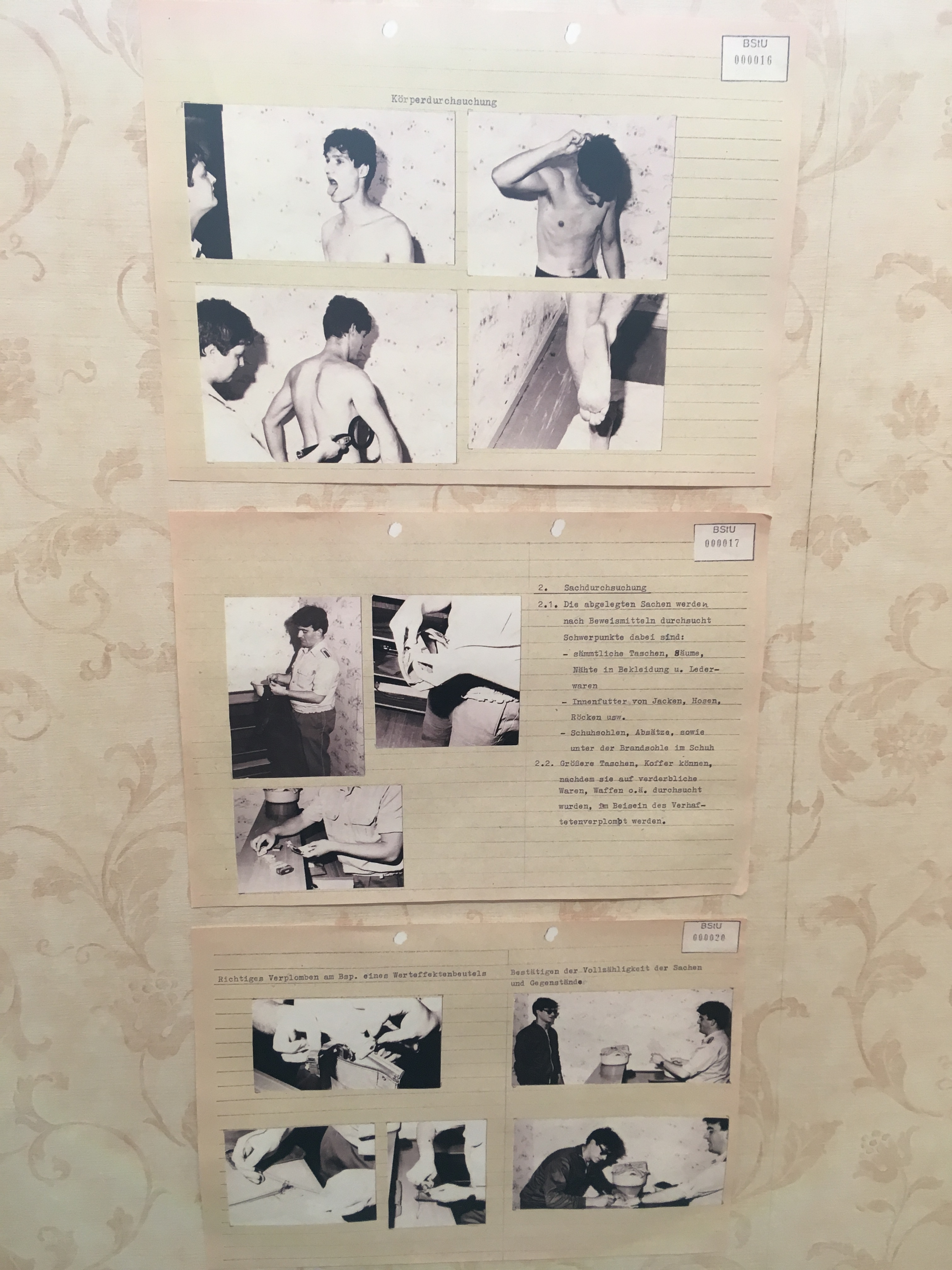
Postup při osobní prohlídce
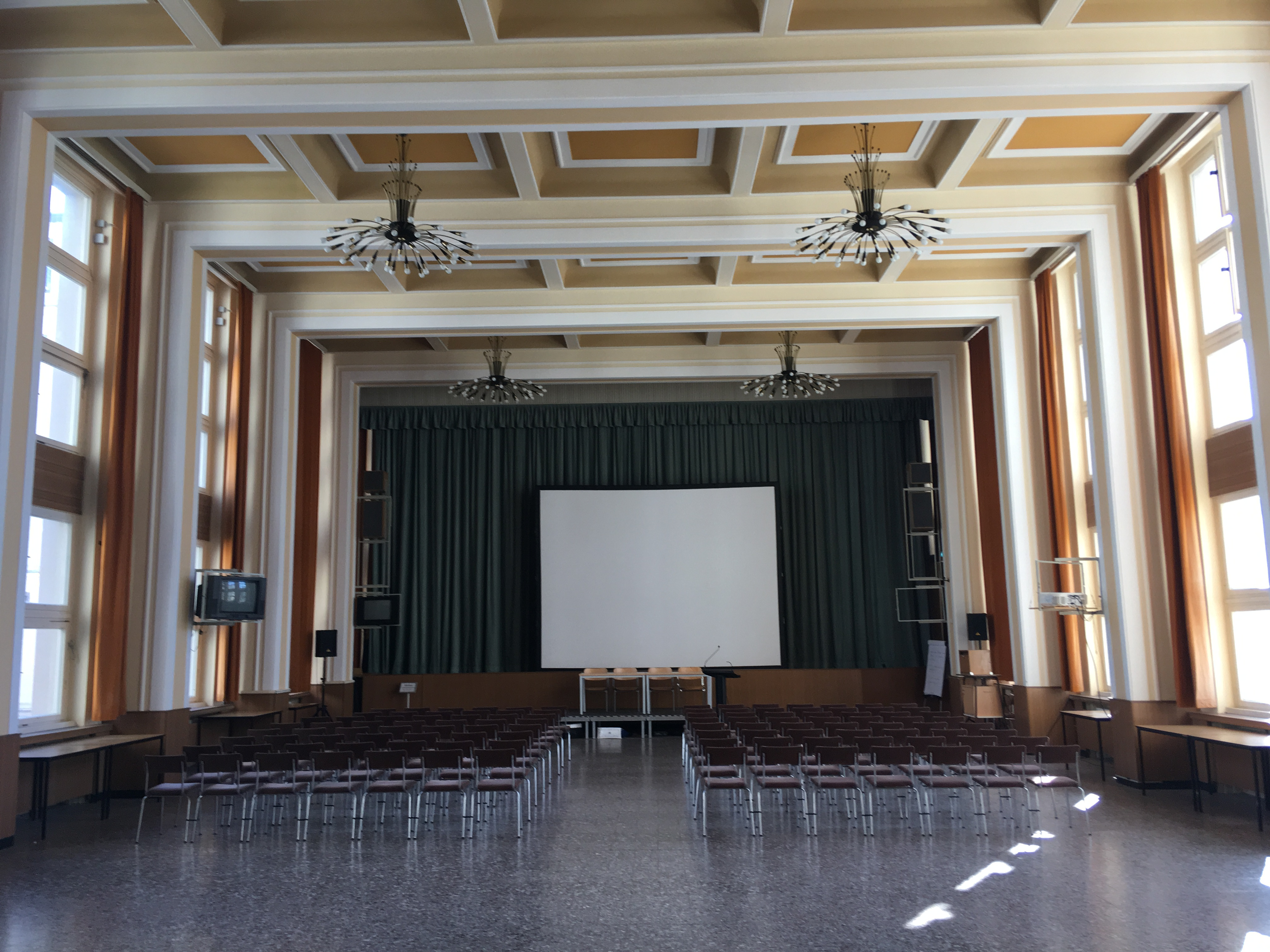
Slavnostní sál
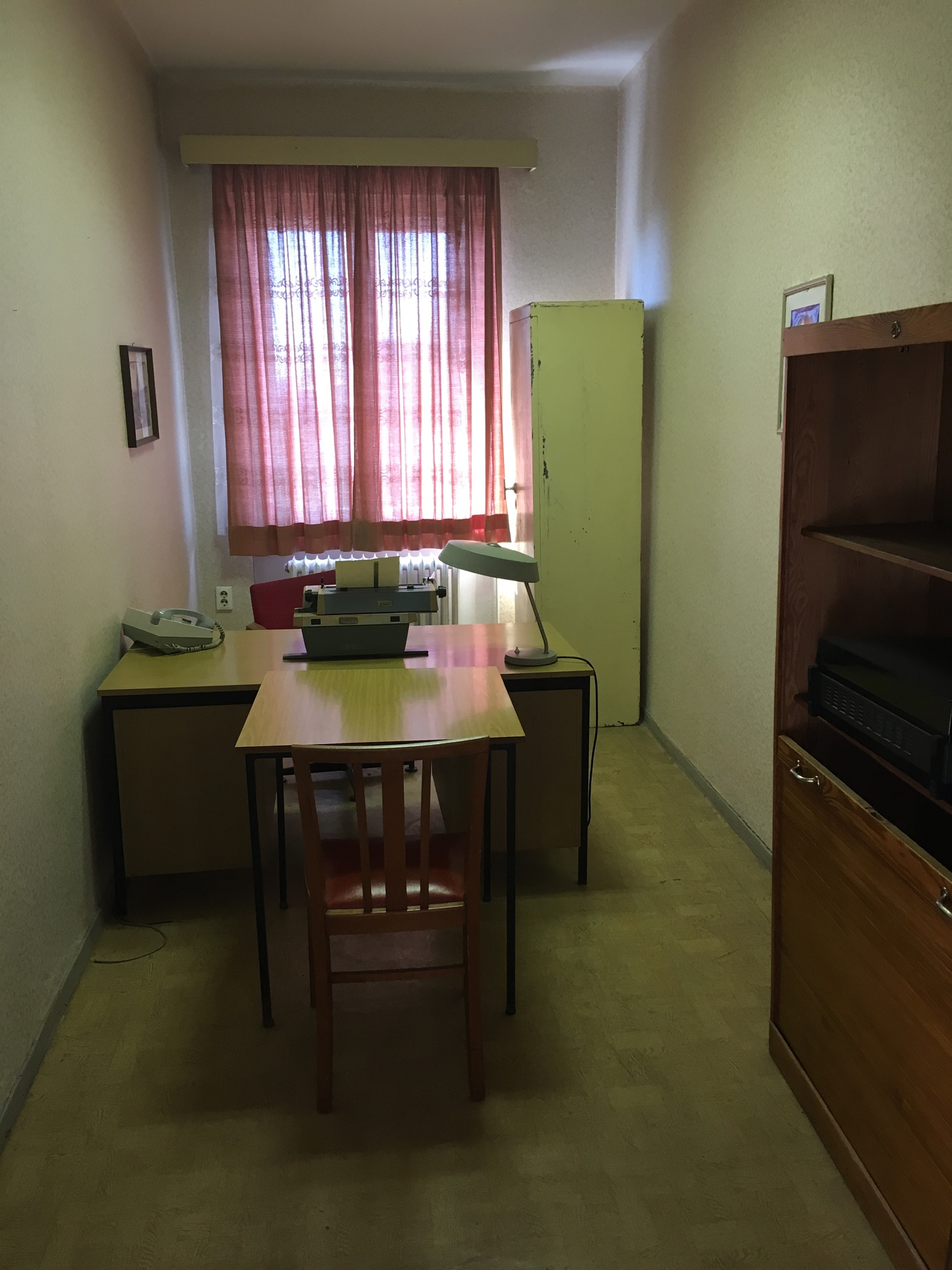
Kancelář
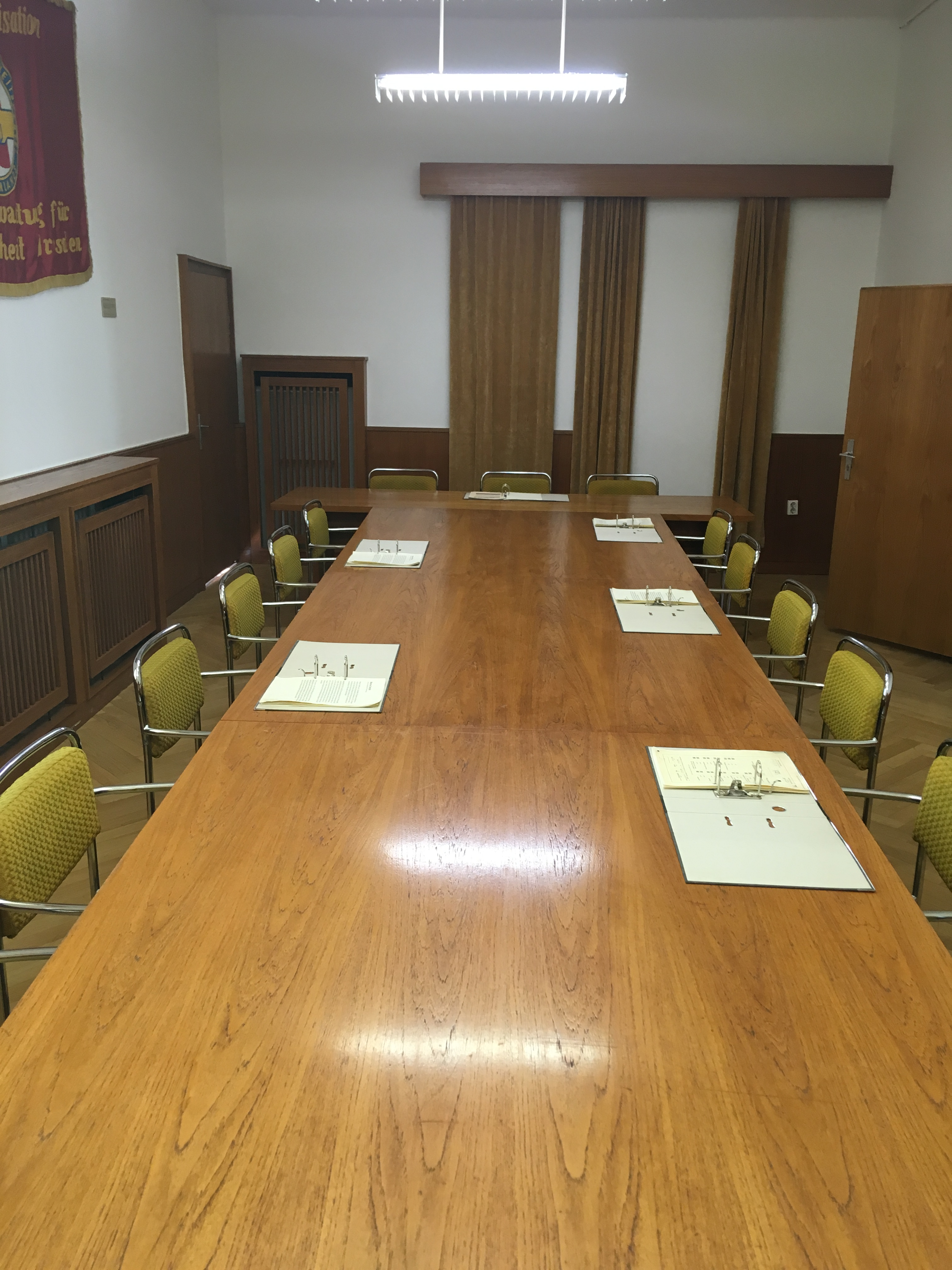
Poradní místnost Krajské správy Stasi
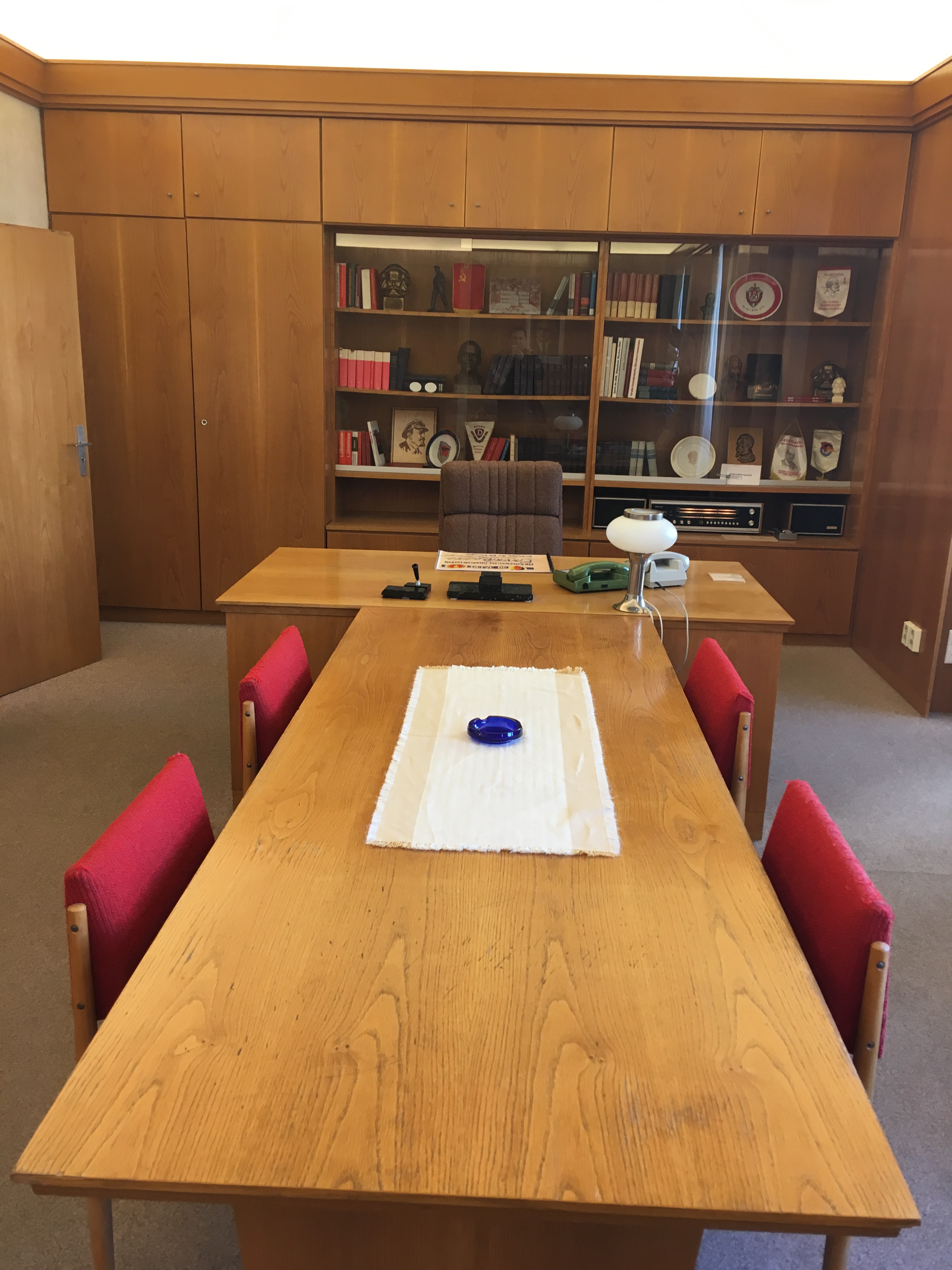
Kancelář vedoucího Krajské správy Stasi